# Last Chance Harvey
Last Chance Harvey is een romantische dramafilm uit 2008, geschreven en geregisseerd door Joel Hopkins. Voor hun spel werden zowel hoofdrolspeler Dustin Hoffman als hoofdrolspeelster Emma Thompson genomineerd voor een Golden Globe.

## Verhaal
Harvey Shine (Dustin Hoffman) is een alleenstaande, op leeftijd geraakte carrièreman die al heel zijn leven zijn ziel en zaligheid stopt in het componeren van reclamejingles op zijn piano. Hij wilde vroeger eigenlijk jazzpianist worden, maar dat is er nooit van gekomen. Shines aanpak begint alleen een beetje uit de tijd te raken. Zijn werkgever van het reclamebureau vindt het daarom ook geen probleem dat hij voor de bruiloft van zijn dochter Susan (Liane Balaban) naar Londen vliegt en daar een tijdje blijft.
Na een vermoeiende vlucht landt Shine op vliegveld Heathrow en haast hij zich over de luchthaven naar zijn hotel. Kate Walker (Emma Thompson) werkt er als enquêtrice en spreekt Shine aan, maar hij antwoordt kortaf dat hij moe is en loopt snel door. Harvey dacht eigenlijk dat alle bruiloftsgasten in het hotel zouden verblijven, maar bij aankomst blijkt hij de enige. Zijn ex-vrouw en Susans moeder Jean (Kathy Baker) heeft namelijk elders in de stad een huis gehuurd waarin alle anderen verblijven. Tijdens de laatste repetities voor de bruiloft is zij er ook met haar nieuwe echtgenoot Brian (James Brolin). Hoewel zijn dochter zelf hem nog wel hartelijk onthaalt, voelt Shine zich de rest van de dag een buitenstaander op andermans feest. Terwijl iedereen plezier met elkaar maakt, hangt hij er maar een beetje bij. Zijn rotdag is compleet wanneer Susan hem vertelt dat ze wil dat Brian haar weggeeft tijdens de bruiloftsceremonie. Terwijl Shine altijd op pad was voor zijn werk, speelde Brian de laatste jaren zo'n grote rol in haar leven dat ze dat graag wil.
Shine voelt zich zo overbodig dat een telefoontje van zijn werk in New York hem een ideale gelegenheid biedt om maar naar huis te gaan, in plaats van naar de bruiloft. Hoewel zijn collega's hem melden dat zijn komst totaal niet nodig is, staat hij erop terug te komen. Hij is echter te laat voor de laatste vlucht naar JFK Airport en kan niet vliegen voor de volgende morgen. Shine belt naar zijn werkgevers om dit te melden, maar krijgt dan te horen dat hij simpelweg overbodig is geworden en helemaal niet meer terug hoeft te komen. Verslagen zoekt hij daarop een bar op Heathrow op. Wanneer hij daar een borrel bestelt, ziet hij vlakbij aan een tafel Walker zitten, die een boek aan het lezen is. Hij herinnert zich haar en verontschuldigt zich voor zijn botheid eerder. Walker is wel gewend dat reizigers zo tegen haar doen en accepteert zijn excuses, maar heeft geen zin om nu een opgewekt gesprekje met Shine te gaan voeren. Hij houdt niettemin aan en weet gaandeweg toch een glimlach aan haar te ontlokken.
Shine en Walker raken in een ongenuanceerd, maar eerlijk en oprecht gesprek met elkaar totdat zij weg moet naar haar schrijfklasje, dat ze twee keer per week bezoekt. Ze nemen afscheid en Shine staat op het punt een hotel te zoeken, maar bedenkt zich en achterhaalt haar in de tram. Samen praten ze en maken ze een wandeling die eindigt bij het gebouw waar haar schrijfklasje wordt gegeven. Haar les duurt een uur. In plaats van weg te gaan, blijft Shine gedurende die tijd buiten op een bankje op haar wachten, waarna ze verder wandelen en praten. Wanneer hun gesprek op Susans bruiloft uitkomt, dringt Walker erop aan dat hij hier echt heen moet. Hij laat zich overhalen, maar wil dat zij met hem meegaat, waarop zij zich op haar beurt laat overtuigen.
Tijdens de bruiloft wordt het woord voor de eerste speech aan Brian gegeven, in de rol van 'vader van de bruid'. Shine onderbreekt hem niettemin en vraagt of hij eerst mag, omdat hij toch echt Susans vader is. Hoewel de spanning even om te snijden is, houdt Shine een praatje waarin hij bewondering en gelukwensen voor zijn dochter en nieuwe schoonzoon Scott (Daniel Lapaine) uitspreekt en Brian oprecht bedankt voor de rol die hij de afgelopen jaren in het leven van Susan speelde. Daarop barst het huwelijksfeest los en na de eerste dans van het bruidspaar wenkt Scott Shine om na hem als eerste met Susan te dansen. De festiviteiten komen goed op gang en ook Shine hoort er volop bij. Walker zit niettemin een beetje stil alleen aan een tafeltje en besluit op zeker moment dat haar aanwezigheid onnodig is en gaat weg. Zodra Shine dit doorheeft, haalt hij haar niettemin terug. De rest van de avond danst hij alleen nog met haar. Na het feest wandelen en praten ze buiten weer verder totdat de dageraad aanbreekt.
Walkers en Shines intenties en gevoelens voor elkaar zijn inmiddels wel duidelijk, ook voor henzelf. Hoewel ze allebei moeten gaan slapen, belooft Shine dat hij om 12.00 uur die middag op hetzelfde bankje zal gaan zitten als waar ze op dat moment zitten en daar op haar zal wachten. Hij is dat ook echt van plan, maar krijgt op de trap van zijn hotel last van zijn hart en wordt naar het ziekenhuis gebracht. Heel ernstig is het niet. Shine heeft van kinds af aan soms last van aritmie en is de digoxin die hij daarvoor slikt vergeten mee te nemen uit New York. Door alles wat de dokter in het ziekenhuis bevestigd wil zien voor hij Shine wil laten gaan, is hij alleen niet in staat om op het bankje te zitten om 12.00 uur. Walker komt daar hoopvol aan, maar gaat na een tijdje wachten teleurgesteld weer terug. Hij probeert haar nog te bellen later, maar ze wil niet aan de telefoon komen. Ze is zich gedurende haar leven zo gaan instellen op het verwerken van teleurstellingen, dat het makkelijker voor haar is die te aanvaarden dan om te hopen in onzekerheid. Shine krijgt een telefoontje uit New York van zijn voormalig collega Marvin (Richard Schiff). Het bedrijf heeft besloten dat ze toch niet zonder Shine kunnen en wil hem zijn baan teruggeven. Dit keer bedankt hij niettemin zelf. Hij beseft dat hij moet kiezen tussen zich weer in zijn werk storten, óf misschien wel zijn laatste kans op toegewijde liefde najagen. Hij besluit Walker op te sporen, zodat ze wel moet luisteren naar de reden dat hij niet op kwam dagen en haar ervan te overtuigen dat hij voor haar wil kiezen.

## Rolverdeling
- Dustin Hoffman - Harvey Shine
- Emma Thompson - Kate Walker
- Eileen Atkins - Maggie Walker, Kates moeder
- Kathy Baker - Jean, Harveys ex-vrouw en de moeder van hun dochter Susan
- Liane Balaban - Susan, Harveys dochter
- James Brolin - Brian, Jeans huidige echtgenoot en Susans stiefvader
- Richard Schiff - Marvin
- Tim Howar - Johnnie
- Wendy Mae Brown - Aggie
- Bronagh Gallagher - Oonagh
- Jeremy Sheffield - Matt
- Daniel Lapaine - Scott
- Patrick Baladi - Simon
- Adam James - Josh Hillman
- Michael Landes - Peter Turner
- Kate Harper - Jill
- Jamie Sives - Doctor Butler
- Angela Griffin - Melissa
- Alex Avery - Andrew
- Tim Ahern - Barry
- Charlotte Lucas - Gwen

## Trivia
- Het meisje dat tijdens de bruiloft tegen Kate Walker (Thompson) zegt dat ze aan de kindertafel zit, is in realiteit Thompsons eigen dochter Gaia Wise.
- Acteur Hoffman wilde net als zijn personage oorspronkelijk concertpianist worden.
- Acteur Hoffman en actrice Thompson speelden eerder samen met elkaar in Stranger Than Fiction (2006).